# Bröderna Marx

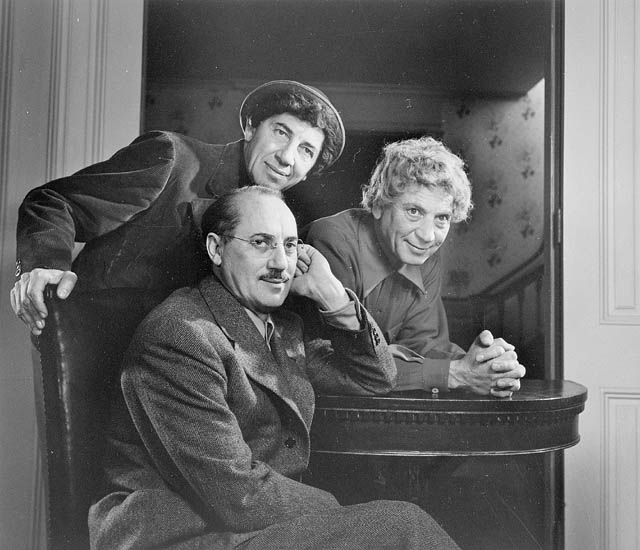
Tre av bröderna 1948: Chico, Harpo och Groucho (sittande).

Bröderna Marx (The Marx Brothers) var en amerikansk komeditrupp, verksam under 1900-talets första hälft, vars kärnkonstellation utgjordes av de tre bröderna Julius, Leonard och Adolph Marx – med artistnamnen Groucho, Chico och Harpo – men där även de två bröderna Herbert (Zeppo) och Milton (Gummo) kan inräknas. 
Familjen Marx musikvarieté med komediinslag, anförd av modern Minnie, utvecklades under brödernas växande inflytande alltmer till en komedishow med musikinslag – vaudeville. Via framgångar på Broadway fick bröderna möjlighet att överföra sin anarkistiska och verbalt spirituella humor till filmmediet, som stod mitt i övergången till ljudfilm. De första filmerna liknade mer en osorterad samling revysketcher än riktiga filmer och handlingen var av underordnad betydelse. Med tiden blev filmernas intrig mer genomtänkt, särskilt sen bröderna gått från filmbolaget Paramount till MGM, men samtidigt blev deras galna komik mer tillrättalagd och slätstruken. Zeppo medverkade i Paramountfilmerna, men hoppade sedan av; Gummo förekommer inte i någon film, han medverkade endast i de tidiga scenföreställningarna.
Sina välbekanta rollidentiteter återanvände bröderna i nästan alla filmer, fast för olika rollfigurer: Groucho med den breda, påmålade mustaschen och säregna gångstilen; Chico med tyrolerhatt och italiensk brytning och den stumme, krullhårige Harpo i flaxande poplinrock och med en biltuta i byxlinningen. Motspelerska i många av filmerna var Margaret Dumont, som alltid gjorde samma rolltyp: den rika änkan som Groucho försöker skinna på pengar.

## Bakgrund

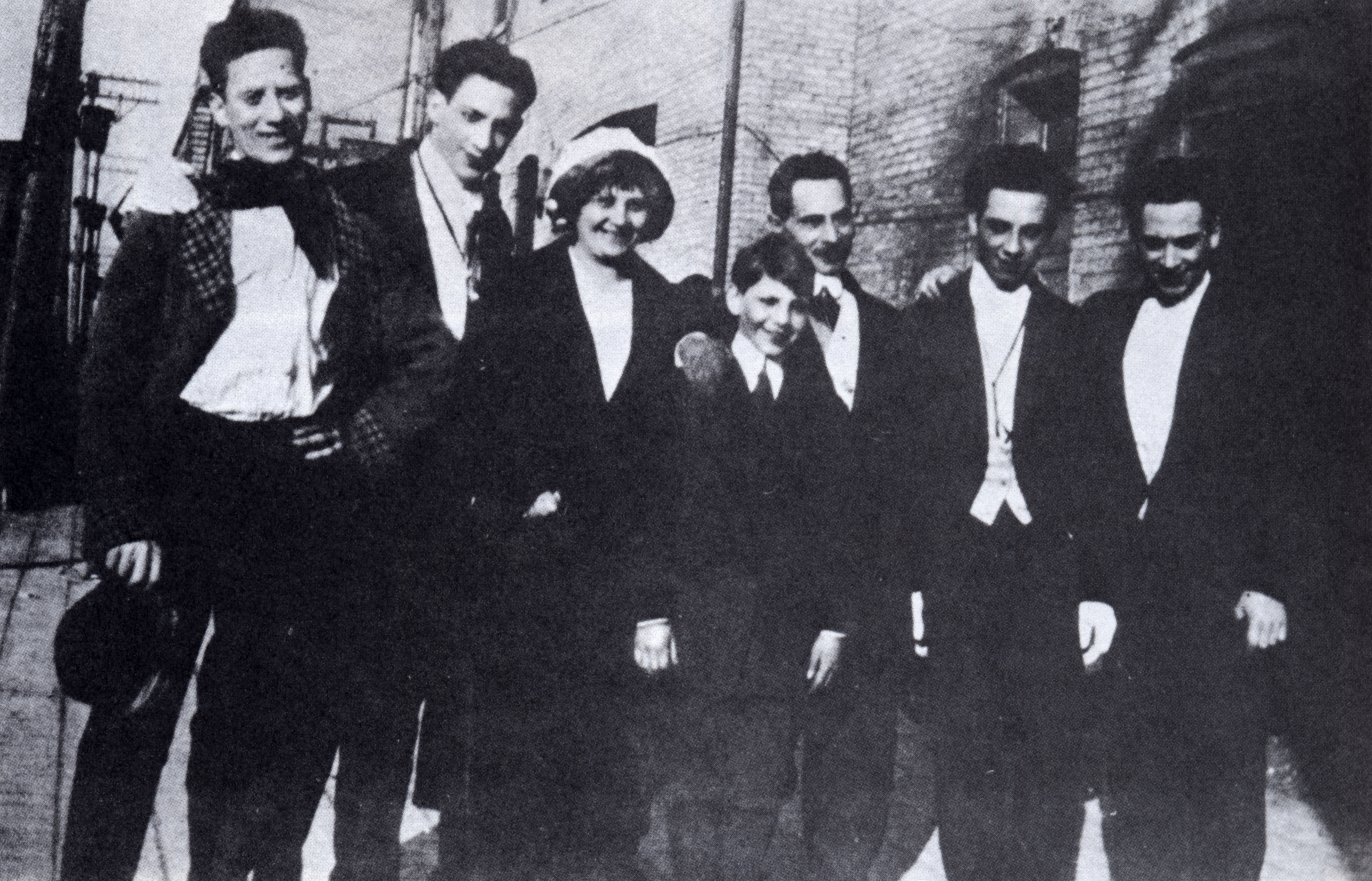
Från vänster: Groucho, Gummo, Minnie (mor), Zeppo, Frenchy (far), Chico och Harpo; ca 1913.

Bröderna Marx föräldrar var europeiska immigranter i New York. Deras mor, Minnie Schönberg, härstammade från Dornum i Ostfriesland, och deras far Simon Marrix, som ändrade sitt namn till Sam Marx, var ursprungligen från Elsass-Lothringen, numera en del av Frankrike. Han arbetade som skräddare och kallades Frenchie. Familjen bodde i stadsdelen Yorkville på Manhattan, som på 1880-talet hade en stor tysktalande befolkning. Leonard (Chico) föddes 1887 och var äldst, men inte förstfödd – året innan föddes Manfred, som dog innan han uppnått ett års ålder. Därpå följde Adolph (Harpo, 1888), Julius (Groucho, 1890), Milton (Gummo, 1893) och Herbert (Zeppo, 1901). Bröderna hade även en syster, Pauline (1884-1959) kallad Polly, som egentligen var deras kusin. Polly var oäkta dotter till Minnies syster och togs omhand av Minnie och Frenchie.

## Tidig scenkarriär
Minnie Marx kom från en familj av estradartister; hennes bror Albert Schönberg, med artistnamnet Al Shean, var en etablerad vaudevilleaktör som gjorde succé som del i duon Gallagher and Shean på 1920-talet. Minnie uppmuntrade sina söners musikaliska talang redan från unga år. Harpo var dålig på gitarr och piano, och han skriver i sin självbiografi att han bara kunde två sånger, och att han bara kunde spela dem med ett finger. Han kunde däremot spela harpa, vilket gav honom hans smeknamn. Chico var duktig på piano och Groucho spelade gitarr och sjöng. Groucho debuterade år 1905, främst som sångare. År 1907 sjöng han och Gummo tillsammans med Mabel O'Donnell i The Three Nightingales. Följande år blev Harpo den fjärde näktergalen. År 1910, hade gruppen utökats med deras mor och deras moster Hannah, och gruppen bytte namn till The Six Mascots. Enligt vad Groucho berättar i sina memoarer varade denna utökning bara en föreställning, därefter återgick de till att vara The Four Nightingales.

### Komedi

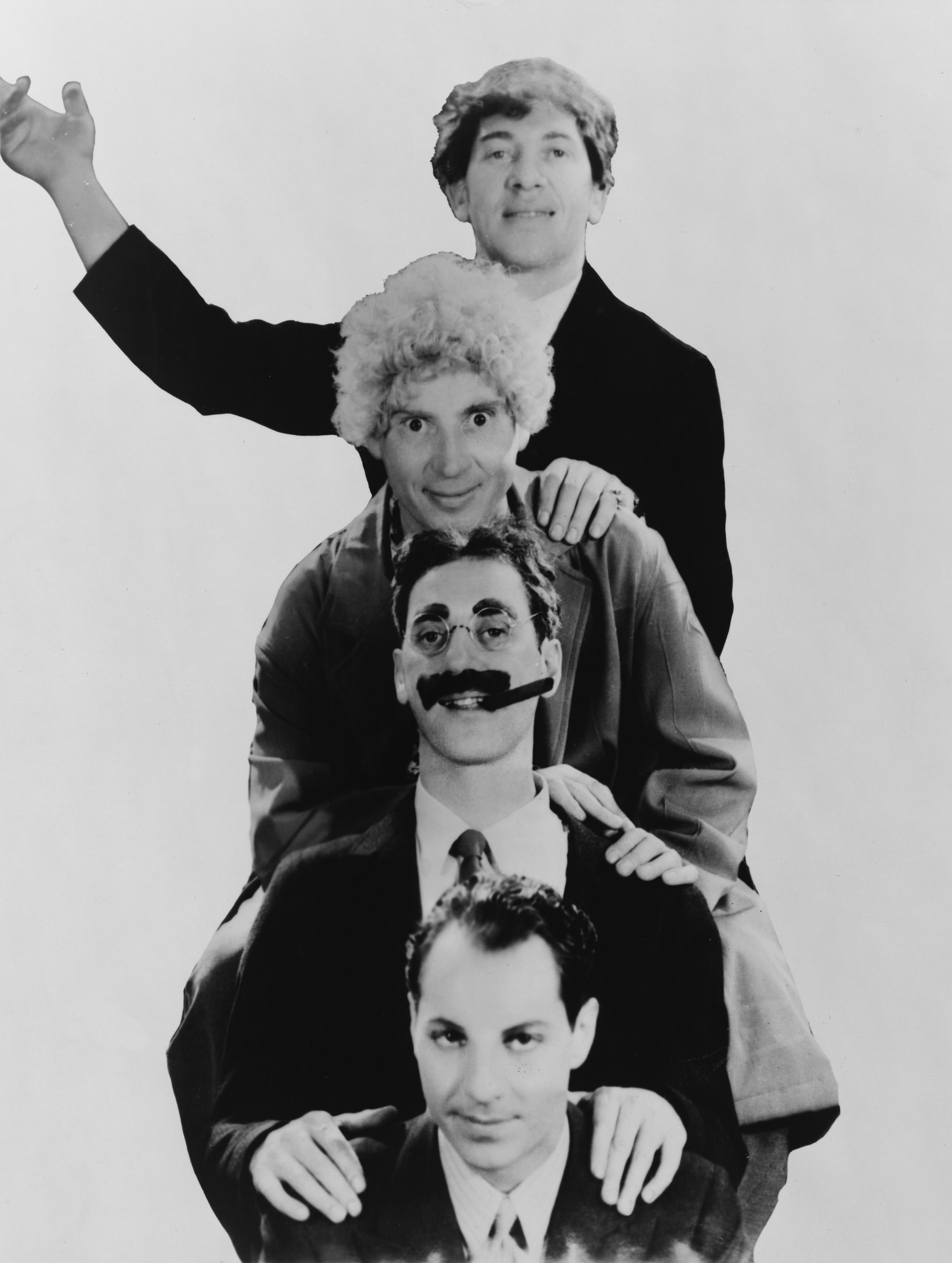
Bröderna Marx 1931. Uppifrån: Chico, Harpo, Groucho och Zeppo.

En kväll 1912 avbröts en föreställning på Operahuset i Nacogdoches, Texas av rop utanför om en förrymd mula. Publiken skyndade ut för att se vad som pågick. När de kom tillbaka blev Groucho förargad över avbrottet och började att fälla spydiga kommentarer om publiken, inklusive kommentarerna "Nacogdoches is full of roaches" och "The jackass is the flower of Tex-ass". Istället för att bli arga, började publiken skratta. Familjen insåg då att de hade en potential som komiker.
Uppträdandet utvecklades sakta från sång med komediinslag till komedi med musik. Föreställningen Fun in Hi Skule innehöll Groucho som en tysk-brytande lärare som leder en klass som innehåller studenterna Harpo, Gummo och Chico. Deras sista version av skolsketchen, kallad Home Again, skrevs av Al Shean. Gummo lämnade gruppen 1917 för att ta värvning i armén. Zeppo ersatte honom under deras sista vaudeville-år, flytten till Broadway och senare Paramount filmerna. 
Under första världskriget var antityska känslor vanliga i USA, och familjen försökte dölja sitt tyska ursprung. För att undvika att bli inkallade till kriget startade bröderna en bondgård nära Countryside, Illinois, men snart fann de att det inte passade dem. Under tiden slutade Groucho med sin tyska scenpersonlighet. 
Vid denna tidpunkt hade "De fyra bröderna Marx" börjat införliva sin unika komedistil i sitt framträdande och utveckla sina respektive karaktärer. Både Groucho och Harpos memoarer säger att deras nu välkända scenpersonligheter skapades av Al Shean. Groucho började med sin påmålade mustasch och en framåtlutad gångstil. Harpo slutade tala på scenen, iklädde sig en rödlockig peruk och med en taxituta som förstärkning av sin mimik. Chico talade med falsk italiensk brytning, något han utvecklat då han jobbade som is- och spritleverantör på lönnkrogar och biljardhallar och för att övertyga grannskapens tuffingar om att han inte var jude, medan Zeppo antog rollen som romantisk straight man. 
Grouchos, Chicos och Harpos scenpersonligheter sades ha baserats på deras verkliga karaktärsdrag. Zeppo, å andra sidan, ansågs som den roligaste brodern utanför scenen, trots att hans scenroller inte var komiska. Som yngst i skaran hade han iakttagit och studerat sina bröder så han kunde ersätta och imitera vem som helst av de andra när de inte kunde uppträda på grund av sjukdom. "Han var så bra som kapten Spaulding i Muntra musikanter att jag kunde ha låtit honom spela rollen tills vidare, om de hade låtit mig röka i publiken," mindes Groucho. (Zeppo spelade faktiskt Groucho i filmversionen av Muntra musikanter. Groucho var inte tillgänglig för att filma scenen där målningen blir stulen, så manuset justerades för att ha med ett strömavbrott som gjorde det möjligt för Zeppo att spela rollen som Spaulding i nära mörker.)
På 1920-talet hade bröderna Marx blivit en av de populäraste teatergrupperna i USA. Med sin skarpa och bisarra humor häcklade de bland annat överklassen och samhällets dubbelmoral. De blev också kända för sin improvisationskomedi i friformscenarier. Ett berömt tidigt exempel var när Harpo sade åt en flicka i kören att springa över scenen framför Groucho under hans framträdande med Harpo efter sig för att se om Groucho skulle bringas ur fattningen. Groucho reagerade, till publikens förtjusning, enbart med att lugnt kolla sin klocka och kommentera "First time I ever saw a taxi hail a passenger" ("Första gången jag sett en taxichaufför försöka jaga en kund"). När Harpo jagade flickan tillbaka i andra riktningen improviserade Groucho "You can always set your watch by the 9:20" ("Tåget 9:20, punktligt som vanligt"). 
Med Chico som manager och Groucho som kreativ ledare hade brödernas vaudevilleframträdanden gjort dem till stjärnor på Broadway, först med en musikalisk revy, I'll Say She Is (1924–1925), åtföljd av två musikkomedier, Miljonärernas paradis (The Cocoanuts) (1925–1926) och Muntra musikanter (Animal Crackers) (1928–1929). Teaterförfattaren George S. Kaufman arbetade på de två senare föreställningarna och bidrog till att vässa brödernas karaktärer ytterligare.
Utan smink, peruker och glasögon hade alla bröderna likartade utseenden. Zeppo kunde tas för en yngre Groucho, och spelade hans son i Fyra farliga friare (Horse Feathers). I Fyra fula fiskar (Duck Soup), där Groucho, Harpo och Chico i en scen alla är utklädda i Grouchos påmålade ögonbryn och mustasch, hans typ av glasögon och med huvudena täckta av nattmössor, såg de tre nästan likadana ut. Därmed kunde de framföra den kända "spegelscenen" på ett övertygande sätt.

## Ursprunget till artistnamnen
Artistnamnen till fyra av de fem bröderna myntades av ståuppkomikern Art Fisher, under ett pokerparti i Galesburg, Illinois, och baserades både på brödernas personligheter och Gus Magers Sherlocko the Monk, en populär samtida tecknad serie som innehöll en bifigur vid namn "Groucho". Arthur kallades Harpo eftersom han spelade harpa, och Leonard blev Chico (som uttalades och ursprungligen stavades "Chick-o") på grund av sitt tycke för damer ("chicks"). 
I sin självbiografi förklarar Harpo att Milton blev Gummo eftersom han kröp omkring teatern som en "gumshoe", slangord för detektiv. Andra källor anger Gummo var familjens hypokondriker, efter att ha varit den sjukligaste av bröderna i barndomen, och därför bar galoscher, "gumshoes", i alla väder. Även Groucho hävdade att ursprunget till namnet var att Gummo bar galoscher. Namnet syftar på skor med gummisulor. 
Anledningen till att Julius fick namnet Groucho är kanske den mest omdiskuterade. Det finns tre förklaringar:
- Julius temperament. Maxine, Chicos dotter och Grouchos brorsdotter, sade i dokumentärfilmen The Unknown Marx Brothers att Julius kallades "Groucho" helt enkelt för att han var sur (grouchy) ofta eller alltid. Filmregissören Robert B. Weide som är känd för sina kunskaper om bröderna Marx historia, sade i Remarks On Marx, en dokumentär kortfilm som inkluderas i DVD-utgåvan av Galakväll på Operan, att han uppfattade denna som den mest troliga av de olika förklaringarna. TV-stjärnan Steve Allen säger i sin bok "Funny People" att namnet inte var rättvist. Groucho må ha varit fräck och ohyfsad, men inte sur, åtminstone inte i Allens närvaro.

- Påsen grouch bag. Denna förklaring förekommer i Harpos biografi, uttalades av Chico i ett TV-framträdande som är medtaget i The Unknown Marx Brothers, och ges också av George Fenneman, Grouchos bisittare i hans gameshow på TV, You Bet Your Life. En grouch bag var en liten påse som bars runt halsen och som en resenär kunde förvara pengar och andra värdesaker i så att det skulle bli mycket svårt för någon att stjäla dem. De flesta av Grouchos vänner och bekanta hävdade att Groucho var extremt snål, särskilt efter att han hade förlorat alla sina pengar i börskraschen 1929, så att uppkalla honom efter påsen grouch bag kan ha varit en kommentar till detta karaktärsdrag. I kapitel sex av Grouchos första självbiografi[10] insisterade han på att detta inte var fallet:

Jag hade mina pengar i en 'grouch bag'. Detta var en liten sämskskinnspåse som skådespelare brukade bära runt halsen för att hindra andra hungriga skådespelare från att snatta deras stålar. Naturligtvis kommer du att tro att det var därifrån jag fick mitt namn. Men så är inte fallet. Grouch bags bars på många bröst långt innan det fanns en Groucho.
- Grouchos förklaring. Groucho själv hävdade envist att han fick sitt namn från en figur i serien Knocko the Monk, som hade inspirerat modet med smeknamn som slutade på "o". Det fanns faktiskt en figur i serien som hette "Groucho." Groucho själv är dock den ende av bröderna Marx eller deras bekanta som företrädde denna teori, och eftersom han inte är ett opartiskt vittne tar få biografier påståendet på allvar. Groucho var själv ingen hjälp i denna fråga. När han diskuterade brödernas namn under sin konsert i Carnegie Hall och kom fram till sitt eget namn sade han: "Mitt namn kunde jag förstås aldrig förstå".

Herbert fick inte sitt smeknamn av Art Fisher, eftersom han inte gick med i gruppen förrän Gummo hade lämnat den. Liksom i Grouchos fall finns tre förklaringar till Herberts namn, "Zeppo":
- Harpos förklaring. Harpo sade i Harpo Speaks! att bröderna hade uppkallat Herbert efter Mr. Zippo, en schimpans som ingick i ett annat framträdande. Herbert ogillade smeknamnet och när det blev dags för honom att bli medlem i gruppen vägrade han att kallas "Zippo." Bröderna kom fram till kompromissen Zeppo.

- Chicos förklaring. Chico skrev aldrig någon självbiografi, och gjorde färre intervjuer än sina bröder, men hans dotter Maxine sade i The Unknown Marx Brothers att när bröderna Marx bodde i Chicago var det populärt med "Zeke och Zeb"-skämt, som drev med tröga personer från mellanvästern. En dag när Chico kom hem träffade han Herbert som hälsade honom med orden "Hi, Zeke!" Chico svarade med "Hi, Zeb!" och namnet fastnade. Bröderna kallade honom därefter "Zeb," och när han gick med i gruppen föreslogs namnet "Zebbo," som slutligen byttes mot "Zeppo."

- Grouchos förklaring. I en inspelad intervju, som finns i utdrag på The Unknown Marx Brothers, sade Groucho att Zeppo fick sitt namn eftersom han föddes när de första zeppelinarna började korsa Atlanten. Han hävdade också detta under sin konsert i Carnegie Hall, cirka 1972. Den första zeppelinaren flög i juli 1900 och Herbert föddes sju månader senare i februari 1901. Den första zeppelinarflygningen över Atlanten var dock inte förrän 1924, långt efter Herberts födelse.

Maxine Marx berättade i The Unknown Marx Brothers att bröderna skrev sina riktiga namn (Julius, Leonard, Adolph, Milton och Herbert) i teaterprogrammen och bara använde sina smeknamn bakom kulisserna, tills New York Times kritiker Alexander Woollcott hörde hur de tilltalade varandra och frågade dem varför de inte använde sina härliga smeknamn. De svarade "Det skulle vara ovärdigt." Woollcott svarade med ett gapskratt. Eftersom Woollcott inte träffade Bröderna Marx förrän premiären på I'll Say She Is, som var deras första Broadwayshow, skulle detta innebära att de använde sina riktiga namn under vaudevilletiden, och att namnet "Gummo" aldrig förekom i tryck under hans tid i gruppen. Andra källor berättar att bröderna Marx faktiskt benämndes med sina smeknamn under vaudevilletiden, men kortvarigt använde sina riktiga namn när I'll Say She Is hade premiär eftersom de oroade sig för att en Broadwaypublik skulle avfärda ett vaudevilleframträdande som lågklassigt.

## Hollywood

### Paramount
Bröderna Marx' framträdanden blev populära vid samma tid som Hollywood höll på att övergå till filmer med ljud. De skrev kontrakt med Paramount och påbörjade därmed sin filmkarriär. Deras första två filmer som släpptes (de hade gjort en film tidigare som de inte släppt, en kort stumfilm med namnet Humor Risk) var filmatiseringar av Broadway-föreställningar: Miljonärernas Paradis (1929) och Muntra Musikanter (1930). George S. Kaufman och Morrie Ryskind skrev båda. Efter dessa två långfilmer gjorde de en kortfilm som var med i Paramounts tjugoårs-jubileumsdokumentär, The House That Shadows Built (1931), där de filmatiserade en scen från I'll Say She Is. Deras tredje långfilm, Fyra fräcka fripassagerare (1931), var deras första film som inte baserades på en teateruppsättning. Fyra farliga friare (1932), där bröderna satiriserade över USA:s collegesystem och spritförbudet, var deras ditintills mest populära film, och hamnade på framsidan till Time. Den innehöll ett skämt från deras tidigare scenföreställningar, där Harpo visar att han har nästan allting i sin rock. Under ett flertal tillfällen i Fyra farliga friare plockar Harpo fram följande saker från rocken: En träklubba, en fisk, ett ihoprullat rep, en slips, en affisch av en kvinna i underkläder, en kopp hett kaffe, ett svärd och, (precis efter att Groucho har varnat honom för att han "inte kan bränna ljuset i båda ändarna"), ett ljus som brinner just så. I en annan berömd sketch, som finns i Muntra musikanter, tappar Harpo ut en stor mängd silverbestick från sin ärm, följt av en kaffekanna. I Miljonärernas Paradis tar han fram en sax och klipper av en sångares klänning och tar av hennes behå för att visa att den har tre kupor.
Deras sista film för Paramount, Fyra fula fiskar (1933), som regisserades av den mest ansedda filmregissören som de någonsin arbetade med, Leo McCarey, var den som kom högst av deras två filmer som var med på American Film Institutes lista "100 years... 100 Movies" (den andra filmen var Galakväll på operan). Den var inte en lika stor framgång som Fyra farliga friare, men var ändå den sjätte mest framgångsrika filmen år 1933. Filmen ledde till en dispyt mellan bröderna Marx och staden Fredonia i delstaten New York. Freedonia var namnet på ett fiktivt land i Fyra fula fiskar, och stadens representanter skrev till Paramount och bad dem ta bort alla hänvisningar till Freedonia i filmen, med motiveringen "it is hurting our town's image" (det skadar stadens anseende). Groucho besvarade brevet sarkastiskt och bad dem byta namn på sin stad, med motiveringen "it's hurting our picture" (det skadar vår film).
Bröderna Marx lämnade Paramount på grund av oenigheter kring det konstnärliga skapandet och finansiella frågor.

### MGM, RKO och United Artists
Zeppo lämnade gruppen för att bli agent och tillsammans med sin bror Gummo kom han att bygga upp en av de största agenturerna i Hollywood, och hjälpte personer som Jack Benny och Lana Turner att få sina genombrott. Groucho och Chico gjorde radio, och det talades om att återvända till Broadway. Under ett bridgeparti med Chico började Irving Thalberg diskutera möjligheten att bröderna Marx skulle gå över till Metro-Goldwyn-Mayer, och de skrev på kontrakt, nu kända som "De tre bröderna Marx" eller helt enkelt "Bröderna Marx". 
Till skillnad från de fritt utformade manusen under tiden vid Paramount insisterade Thalberg på en strikt berättelsestruktur, att göra dem till mer sympatiska figurer, att väva in romantiska historier och icke-komiska musiknummer i deras komedier och att måltavlorna för deras rackartyg mestadels skulle vara begränsade till tydliga skurkar. Thalberg var enveten om att dessa manus skulle innehålla en "låg punkt" där allt verkar vara förlorat för både bröderna Marx och det romantiska paret. 
En annan av Thalbergs idéer var att bröderna Marx, innan filmningen påbörjades, skulle testa materialet på vaudevillescenen för att arbeta med tajming och se vad som väckte skratt, och vad som inte gjorde det. 
Den första filmen som bröderna spelade in med Thalberg var Galakväll på operan (1935), en satir om operans värld, där bröderna hjälper två unga förälskade sångare, genom att försätta en uppsättning av Il Trovatore i kaos. Filmen blev en stor succé och följdes två år senare av den ännu större framgången En dag på kapplöpningarna (1937), där bröderna orsakar kalabalik på ett hälsohem och en hästkapplöpning. Under filmningen 1936 dog Thalberg plötsligt och utan honom hade bröderna ingen förespråkare på MGM. I en intervju med Dick Cavett den 13 juni 1969 sade Groucho att Galakväll på operan och En dag på kapplöpningarna var de bästa filmer som de hade åstadkommit. 
Efter en film på bolaget RKO (Panik på hotellet, 1938) gick Bröderna Marx tillbaka till MGM och gjorde tre filmer till, En dag på cirkus (1939), En dag i vilda västern (1940) och En dag på varuhuset (1941). Innan En dag på varuhuset gavs ut tillkännagav gruppen att de lämnade filmbranschen. Men för att hjälpa Chico som hamnat i ekonomisk knipa, beroende på spelskulder, gjorde bröderna Marx ytterligare två filmer tillsammans, En natt i Casablanca (1946) och Sardinmysteriet (1949), båda utgivna av United Artists.

### Senare år
Groucho och Chico framträdde kortvarigt tillsammans i en kortfilm från 1957 som gjorde reklam för Saturday Evening Post, med titeln "Showdown at Ulcer Gulch (ung. magsårsravinen)," regisserad av animatören Shamus Culhane, Chicos svärson. De arbetade sedan tillsammans, men i olika scener, i The Story of Mankind (1957). År 1959 agerade alla i ett pilotavsnitt för TV, Deputy Seraph, med Harpo och Chico i huvudrollerna som fumliga änglar. Groucho förekom i vart tredje avsnitt som deras chef, "Deputy Seraph". Pilotavsnittet avslutades aldrig när det upptäcktes att Chico var allvarligt sjuk i åderförkalkning. Han kunde inte minnas sina repliker. Chico och Harpo förekom dock tillsammans i en halvtimmesfilm som inspelades senare samma år för General Electric Theater på CBS, The Incredible Jewel Robbery, en pantomimföreställning där de två spelade tänkta juveltjuvar. Groucho framträdde kort i slutscenen. 
Från 1940-talet och framåt gjorde Chico och Harpo framträdanden på nattklubbar och kasinon, ibland tillsammans. Chico ledde också ett storband, the Chico Marx Orchestra. Groucho inledde en karriär som radio- och TV-underhållare. Från 1947 till 1961 ledde han frågeprogrammet You Bet Your Life (tillsammans med en pengabärande konstgjord anka) på NBC. Han var även författare. Bland hans skrifter finns de självbiografiska Groucho and Me (1959), Memoirs of a Mangy Lover (1964) och The Groucho Letters (1967). 
Enligt en artikel i Newsweek (september 1947) hade Groucho, Harpo, Chico och Zeppo alla skrivit på kontrakt om att framträda som sig själva i en biografisk film med titeln The Life and Times of the Marx Brothers. Förutom att vara en dokumentär biografi skulle filmen också ha innehållit scener där bröderna framförde stora delar av sitt tidigare ofilmade material från både vaudeville- och Broadwayperioderna. Om filmen hade blivit av hade det varit första gången bröderna uppträdde som kvartett sedan 1933. 
Pratprogrammet Tonight! America After Dark 1957, lett av Jack Lescoulie, kan vara det enda offentliga filmade materialet där alla fem bröder framträdde. Den 1 oktober 1962 introducerade Groucho Johnny Carson som ny värd för The Tonight Show. 
År 1970 fick de fyra bröderna Marx en sorts "återförening" i ABC:s animerade TV-special The Mad, Mad, Mad Comedians, som producerades av Rankin-Bass Animation. Programmet innehöll animerade omarbetningar av olika kända komikers framträdanden, däribland W.C. Fields, Jack Benny, George Burns, Henny Youngman, The Smothers Brothers, Flip Wilson, Phyllis Diller, Jack E. Leonard, George Jessel och bröderna Marx. De flesta komikerna dubbade själva sina animerade motsvarigheter, förutom Fields och Chico Marx (båda hade dött) och Zeppo Marx (som lämnade underhållningsbranschen 1933). Röstskådespelaren Paul Frees ersatte alla tre (ingen röst behövdes för den stumme Harpo, som också var avliden). Avsnittet med bröderna Marx var en omarbetning av en scen från deras Broadwayföreställning I'll Say She Is, en parodi på Napoleon som Groucho ansåg som en av brödernas roligaste sketcher.
Den 6 januari 1977 introducerades bröderna Marx i Motion Picture Hall of Fame.
Harpo Marx framträdde som sig själv i en sketch i I Love Lucy där han och Lucille Ball upprepade spegelscenen från Fyra fula fiskar, med Lucy utklädd till Harpo.

## Filmografi
- 1921 – Humor Risk (kortfilm)
- 1929 – Miljonärernas paradis (The Cocoanuts)
- 1930 – Muntra musikanter (Animal Crackers)
- 1931 – Fyra fräcka fripassagerare (Monkey Business)
- 1932 – Fyra farliga friare (Horse Feathers)
- 1933 – Fyra fula fiskar (Duck Soup)
- 1935 – Galakväll på operan (A Night at the Opera)
- 1937 – En dag på kapplöpningarna (A Day at the Races)
- 1938 – Panik på hotellet (Room Service)
- 1939 – En dag på cirkus (At the Circus)
- 1940 – En dag i vilda västern (Go West)
- 1941 – En dag på varuhuset (The Big Store)
- 1946 – En natt i Casablanca (A Night in Casablanca)
- 1949 – Sardinmysteriet (Love Happy)
- 1957 – The Story of Mankind
- 1959 – The Incredible Jewel Robbery (kortfilm)

Not: För filmer med enstaka medlemmar av gruppen, se respektive personartikel.

### Karaktärer
| År   | Filmtitel (Svensk titel)                       | Groucho                         | Chico                   | Harpo         | Zeppo           |
| ---- | ---------------------------------------------- | ------------------------------- | ----------------------- | ------------- | --------------- |
| 1929 | The Cocoanuts (Miljonärernas paradis)          | Mr. Hammer                      | Chico                   | Harpo         | Jamison         |
| 1930 | Animal Crackers (Muntra musikanter)            | Kapten Geoffrey T. Spaulding    | Signor Immanuel Ravelli | The Professor | Horatio Jamison |
| 1931 | Monkey Business (Fyra fräcka fripassagerare)   | Groucho                         | Chico                   | Harpo         | Zeppo           |
| 1932 | Horse Feathers (Fyra farliga friare)           | Professor Quincy Adams Wagstaff | Baravelli               | Pinky         | Frank Wagstaff  |
| 1933 | Duck Soup (Fyra fula fiskar)                   | Rufus T. Firefly                | Chicolini               | Pinky         | Lt. Bob Roland  |
| 1935 | A Night at the Opera (Galakväll på operan)     | Otis B. Driftwood               | Fiorello                | Tomasso       |                 |
| 1937 | A Day at the Races (En dag på kapplöpningarna) | Dr. Hugo Z. Hackenbush*         | Tony                    | Stuffy        |                 |
| 1938 | Room Service (Panik på hotellet)               | Gordon Miller                   | Harry Binelli           | Faker Englund |                 |
| 1939 | At the Circus (En dag på cirkus)               | J. Cheever Loophole             | Antonio Pirelli         | Punchy        |                 |
| 1940 | Go West (En dag i vilda västern)               | S. Quentin Quale                | Joe Panello             | Rusty Panello |                 |
| 1941 | The Big Store (En dag på varuhuset)            | Wolf J. Flywheel                | Ravelli                 | Wacky         |                 |
| 1946 | A Night in Casablanca (En natt i Casablanca)   | Ronald Kornblow                 | Corbaccio               | Rusty         |                 |
| 1949 | Love Happy (Sardinmysteriet)                   | Sam Grunion                     | Faustino the Great      | Harpo         |                 |

*Detta namn valdes istället för det ursprungliga "Quackenbush" efter att man funnit att det fanns en riktig doktor med det namnet.

### Äganderätt till filmerna
Alla filmer som släpptes är fortfarande intakta. Dock har många av deras filmer från "Hollywoods gyllene ålder" sålts ut av vissa studior, och därför har rättigheten till många bröderna Marx-filmer bytt ägare under åren.

#### Paramount
År 1957 sålde Paramount många av sina ljud i filmerna till EMKA, Ltd. - ett dotterbolag till Music Corporation of America. Efter att MCA slagits ihop med Universal Pictures 1962 gick rättigheterna till filmerna till Universal (nu en del av NBC Universal).

#### MGM
MGM höll fast vid sina bröderna Marx-filmer längre än Paramount gjorde. År 1986 köpte Ted Turner hela MGM. Men efter att ha dragit på sig stora skulder sålde Turner studion, men behöll allting från före 1986 i sitt eget företag Turner Entertainment. Idag är Turner Entertainment ett dotterbolag till Time Warner med Warner Bros. som sköter affärerna.

#### Room Service(Panik på hotellet)
Efter att ha varit en RKO-film, har rättigheterna till den här filmen varit mer komplicerad än hos de flesta andra Marx-filmerna. År 1955 sålde RKO TV-rättigheterna från många av sina filmer till C&C Television för de flesta marknaderna och till bolaget General Tire för de marknader där de ägde TV-stationer. General Tires rättigheter kom slutligen att auktioneras ut eftersom efterföljaren RKO General hamnade mitt i en licens-skandal. Under tiden sålde C&C sina rättigheter till United Artists 1971. UA såldes i sin tur till MGM 1981. Turner ärvde UA:s rättigheter som en del av sitt förvärv av MGM:s arkiv. Turner fick sen TV-rättigheterna för de marknader där RKO ägde stationer. Alla USA/Kanadensiska och Region 4-rättigheter ägs nu av Warner Bros./Turner. 
Å andra sidan har distributionsrättigheterna i resten av världen sålts land för land. Till exempel köpte PolyGram Filmed Entertainment Storbritanniens rättigheter under senare år. Därefter köptes PolyGram upp av Universal. 

#### A Night in Casablanca(En natt i Casablanca)
Warners äger numera denna film som en del av Castle Hill Productions arkiv.

#### Love Happy(Sardinmysteriet)
Denna och många andra Universal Artist-filmer som släpptes innan 1952 såldes till National Telefilm Associates 1955. År 1984 ändrade NTA namn till Republic Pictures, vilket i sig blev en del av Spelling Entertainment Group i mitten av 1990-talet. Spelling Entertainment group såldes till Paramounts nuvarande moderbolag Viacom 1999.
I mitten av 1990-talet licenserade Republic USA:s videorättigheter till Artisan Entertainment. Artisan såldes till Lions Gate Entertainment 2003. Sen, 2006, gick USA:s videorättigheter för filmen till Paramount, som också äger videorättigheten i region 4 och Frankrike. 
TV-distributionen ägs nu av CBS Television Distribution (före detta CBS Paramount Domestic Television), som fick det av Republic, Worldvision Enterprises, och Paramount Domestic Television. Videorättigheterna i stora delar av världen, delas också av per land, med Universal som ägare för Storbritanniens videorättigheter.

## Självbiografier och böcker om bröderna Marx
- Groucho Marx: Groucho och jag (Groucho and Me) (1959)
- Groucho Marx: Brevställning (The Groucho Letters) (1967)
- Harpo Marx: Harpo Speaks, the Autobiography (1961)
- Br. Marx: Marx' försvunna radioserie: Flywheel, Shyster & Flywheel (1988)
- DVD: The Unknown Marx Brothers